# Hilda Heinemann

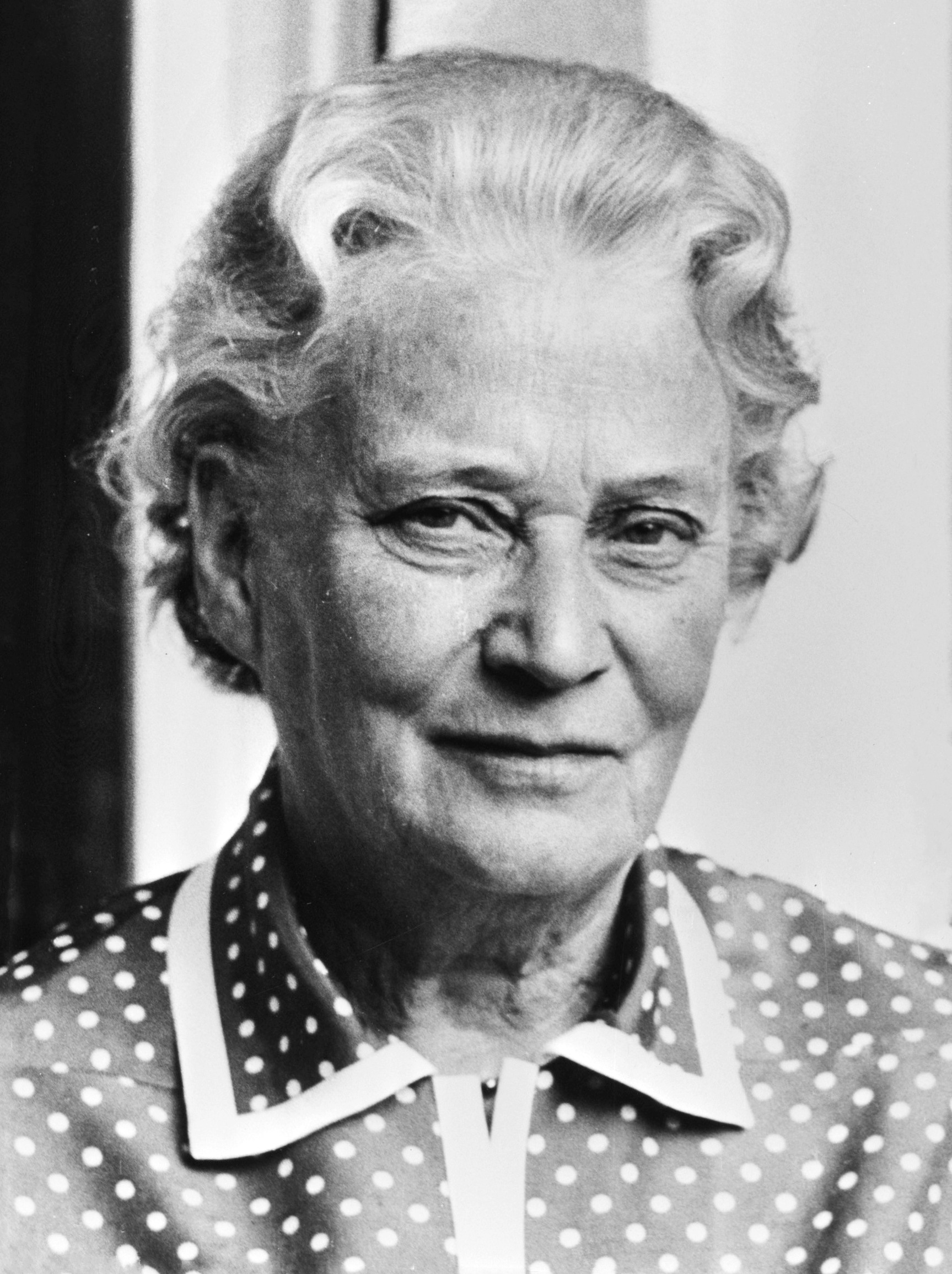
Hilda Heinemann

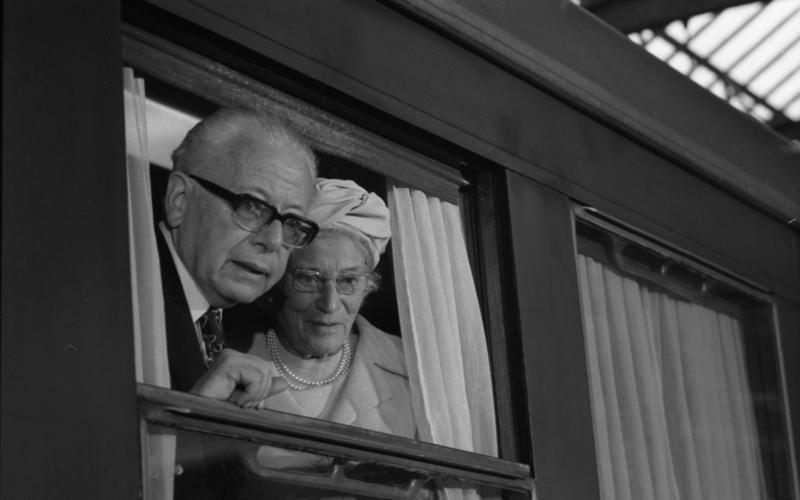
Das Ehepaar Heinemann am 1. Juli 1974 bei der Verabschiedung am Kölner Hauptbahnhof

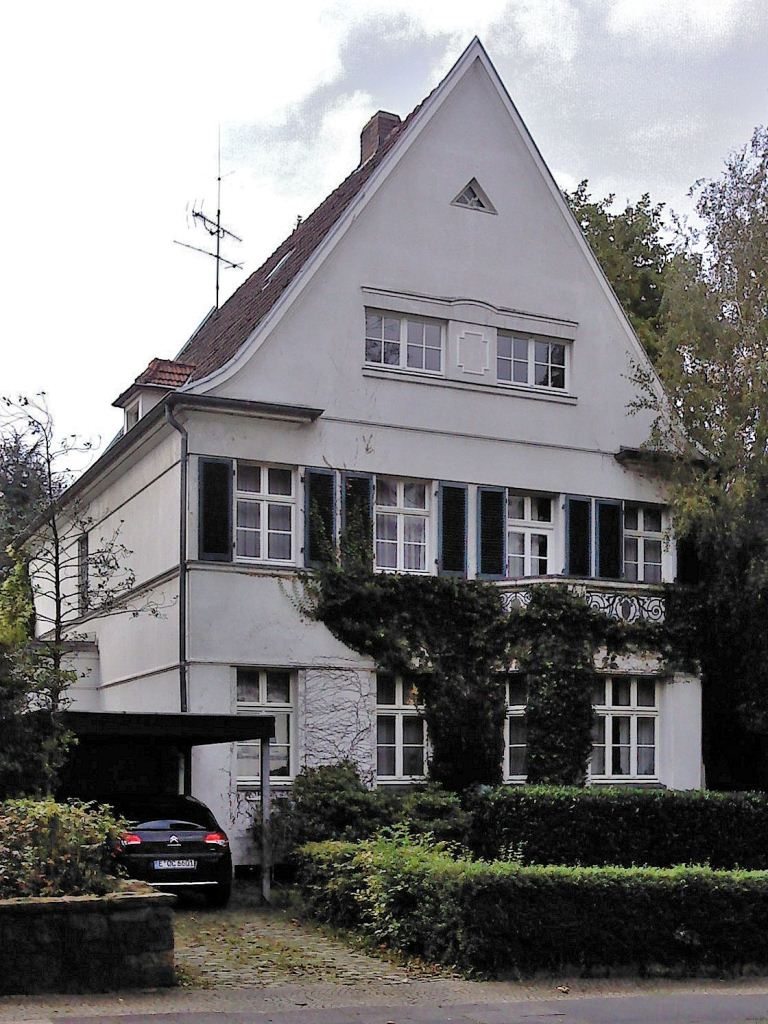
Heinemanns Wohnhaus seit 1936 in der Schinkelstraße 34 im Essener Moltkeviertel.

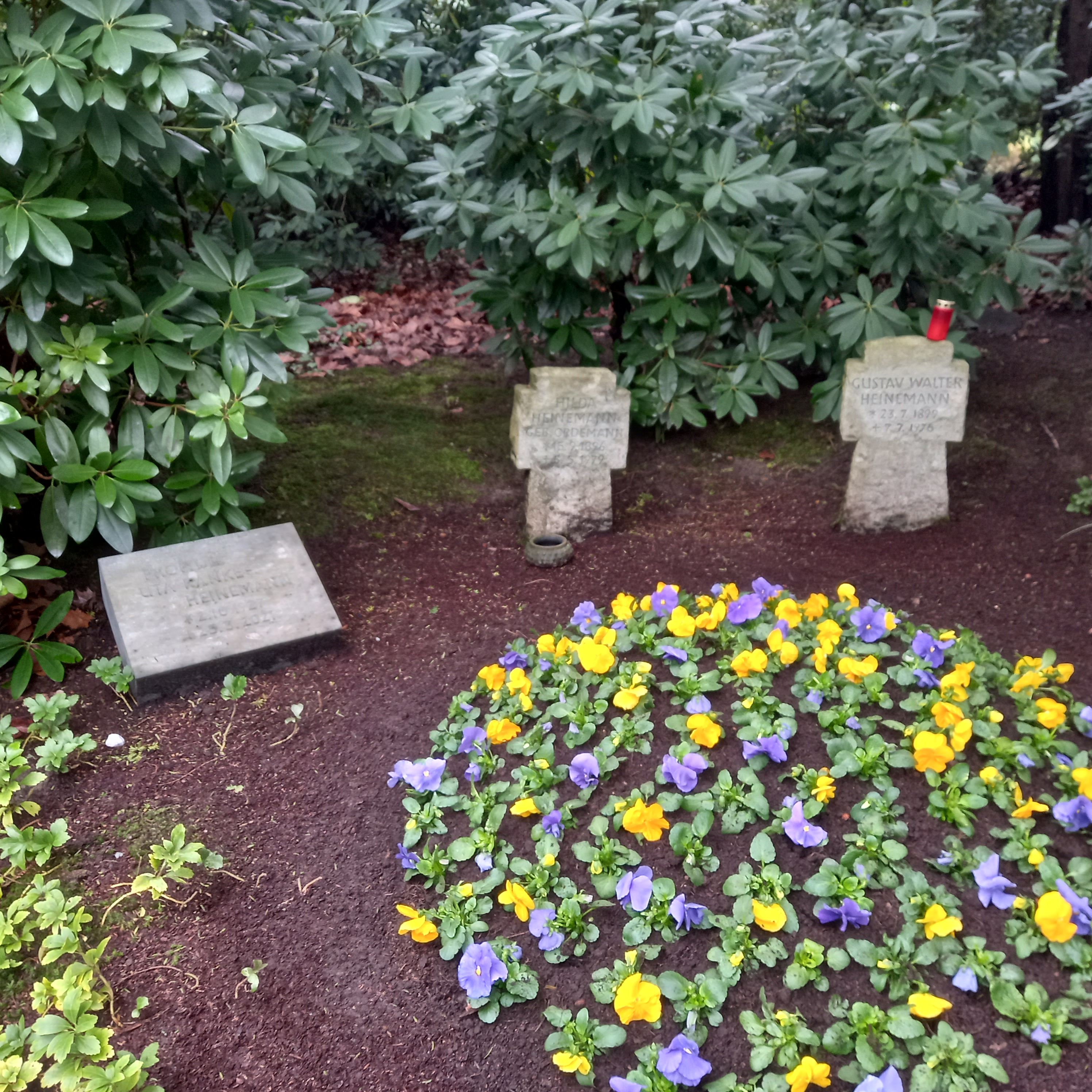
Das Grab von Hilda Heinemann im Familiengrab auf dem Parkfriedhof Essen

Hilda Heinemann, geborene Ordemann, (* 15. September 1896 in Bremen; † 5. Mai 1979 in Essen) war die Ehefrau von Gustav Heinemann, dem dritten Bundespräsidenten der Bundesrepublik Deutschland.

## Biografie

### Familie und Ausbildung
Ordemann war die Tochter des Bremer Getreidekaufmanns Johann Anton Ordemann (1864–1941) in Bremen. Ihre Mutter Bertha Johanna (Hannah) Rohr (1864–1941) war Schweizerin und Nachfahrin des Universalgelehrten Albrecht von Haller. Sie hatte drei Geschwister. Ihre ältere Schwester Gertrud Staewen (1894–1987) war im Widerstand gegen Hitlers Judenverfolgung aktiv. Sie war die Großmutter von Christina Rau, der Ehefrau des achten Bundespräsidenten Johannes Rau. Ihr Onkel war der Pastor und Bremer Heimatforscher Elard Ordemann.
Sie besuchte zehn Jahre lang die Private Höhere Mädchenschule (Lyzeum Anna Vietor) und danach die Ausbildungsstätte der Mathilde-Zimmer-Stiftung in Kassel. Zudem erweiterte sie ihre Schulbildung durch ein privates Studium in Mathematik, Latein und Griechisch, um das Alte Gymnasium Bremen zu absolvieren. Hier war sie  dann eins von nur drei Mädchen und bestand 1920 ihr Abitur.
 
Sie studierte ab 1921 an der Universität München und der Universität Marburg Religionswissenschaften, Philosophie, Geschichte und Deutsch, um Studienrätin zu werden. 1926 bestand sie ihr Staatsexamen als Studienreferendarin u. a. bei Rudolf Bultmann und Nicolai Hartmann. Sie übte ihren Beruf jedoch nicht aus, da sie im selben Jahr Gustav Heinemann heiratete und sich anschließend um die Familie kümmerte. Das Paar bekam vier Kinder, als erstes Uta Ranke-Heinemann.
Heinemann war aktive evangelische Christin und wie ihr Mann während des Nationalsozialismus Mitglied der Bekennenden Kirche. Beide waren regelmäßige Gottesdienstbesucher in der Kirchengemeinde Essen-Altstadt. Sie lernten durch ihre Schwester Gertrud den sie prägenden Schweizer Theologen Karl Barth kennen. 
1926 heirateten sie in Essen, wo Gustav Heinemann als Rechtsanwalt und von 1929 bis 1949 als Justiziar der Rheinischen Stahlwerke tätig war. Das Ehepaar lehnte den Nationalismus und Antisemitismus entschieden ab. Für die Bekennende Kirche wirkend wurden Informationsschriften im Keller ihres Hauses gedruckt. 1943 wurde ihr Wohnhaus zerstört und die Familie zog nach Langenberg. 1945 wurde ihr Mann Oberbürgermeister in Essen, wo beide wieder wohnten. Gustav Heinemann wurde 1949 Bundesinnenminister und wohnte auch in Bonn; Hilda Heinemann blieb in Essen.

### Als Frau des Bundespräsidenten
Während der Amtszeit (1969–1974) ihres Mannes als Bundespräsident zogen die Heinemanns in die Villa Hammerschmidt. Sie war nun Schirmherrin des Müttergenesungswerks. Ebenfalls übernahm sie Schirmherrschaften bei amnesty international und beim Deutschen Frauenring.
1970 gründete Heinemann die Hilda-Heinemann-Stiftung, die sich um die Eingliederung Erwachsener mit  kognitiver Behinderung in das Arbeitsleben kümmert. Als die Stadt Mölln einer Schwester verbieten wollte, in einem Wohnviertel ein Heim für geistig behinderte Kinder einzurichten, besuchte sie die Schwester in Mölln um so wirkungsvoll und erfolgreich Einfluss zu nehmen.

Zahlreiche Ausstellungen in der Villa Hammerschmid und im Schloss Bellevue fanden auf Grund ihrer Initiative statt. 1975 wurde sie deshalb mit dem Kulturpreis der Stadt Kiel ausgezeichnet.
Ihr Nachlass befindet sich im Archiv der sozialen Demokratie der Friedrich-Ebert-Stiftung.